# Manfred Saul

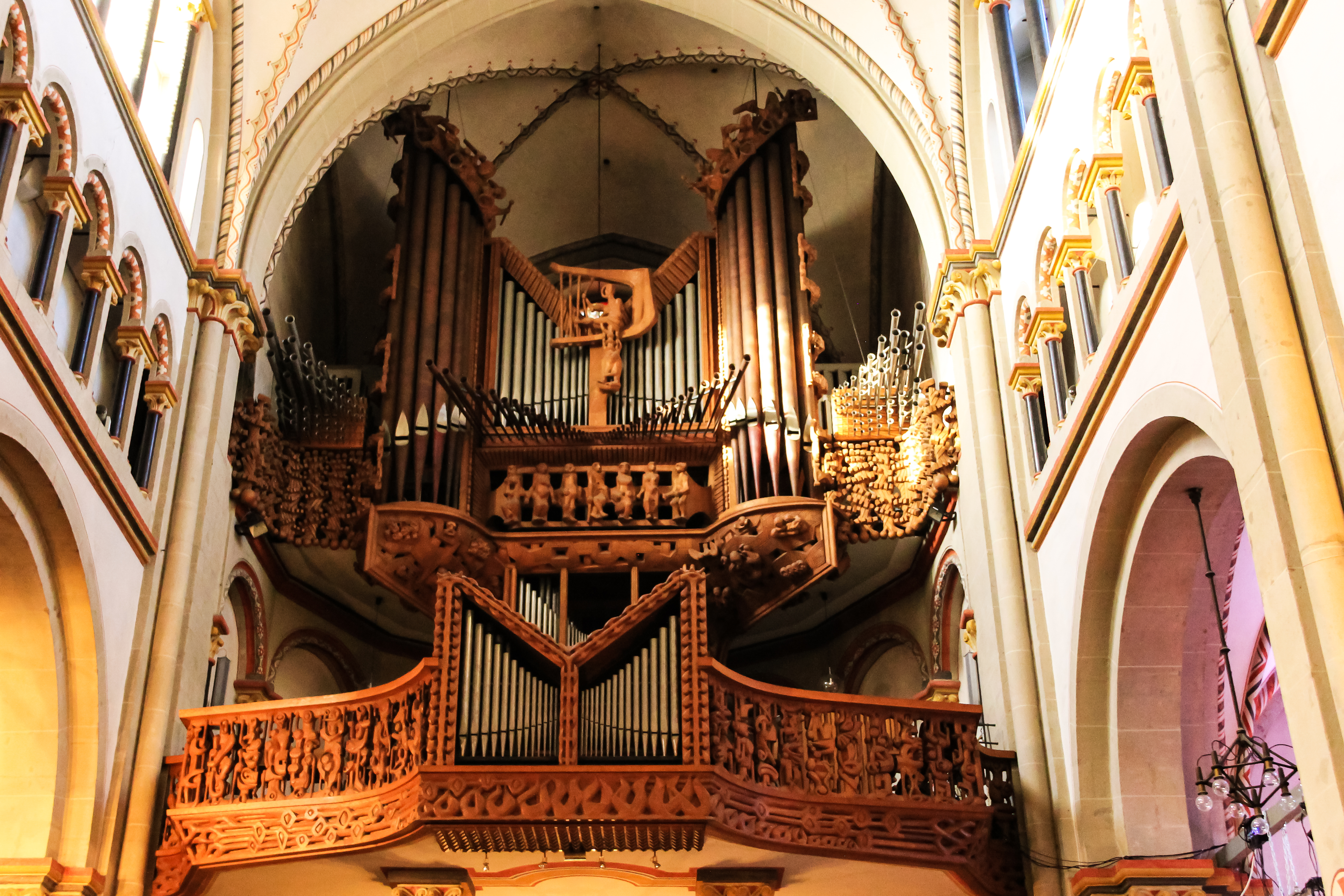
Die Orgel des Bonner Münsters mit dem Orgelprospekt von Manfred Saul

Manfred Saul (* 9. April 1934 in Hennef; † 11. Mai 2013 ebenda) war ein deutscher Künstler und Kunsterzieher.

## Leben
Nach einer Lehre an der Steinfachschule Mayen studierte Manfred Saul bei Ludwig Gies an den Kölner Werkschulen. Von 1966 bis 1973 war er als Kunsterzieher tätig. In die gleiche Zeit fiel der Beginn seiner freien künstlerischen Tätigkeit.
Manfred Saul starb 2013 in Hennef.

## Werk

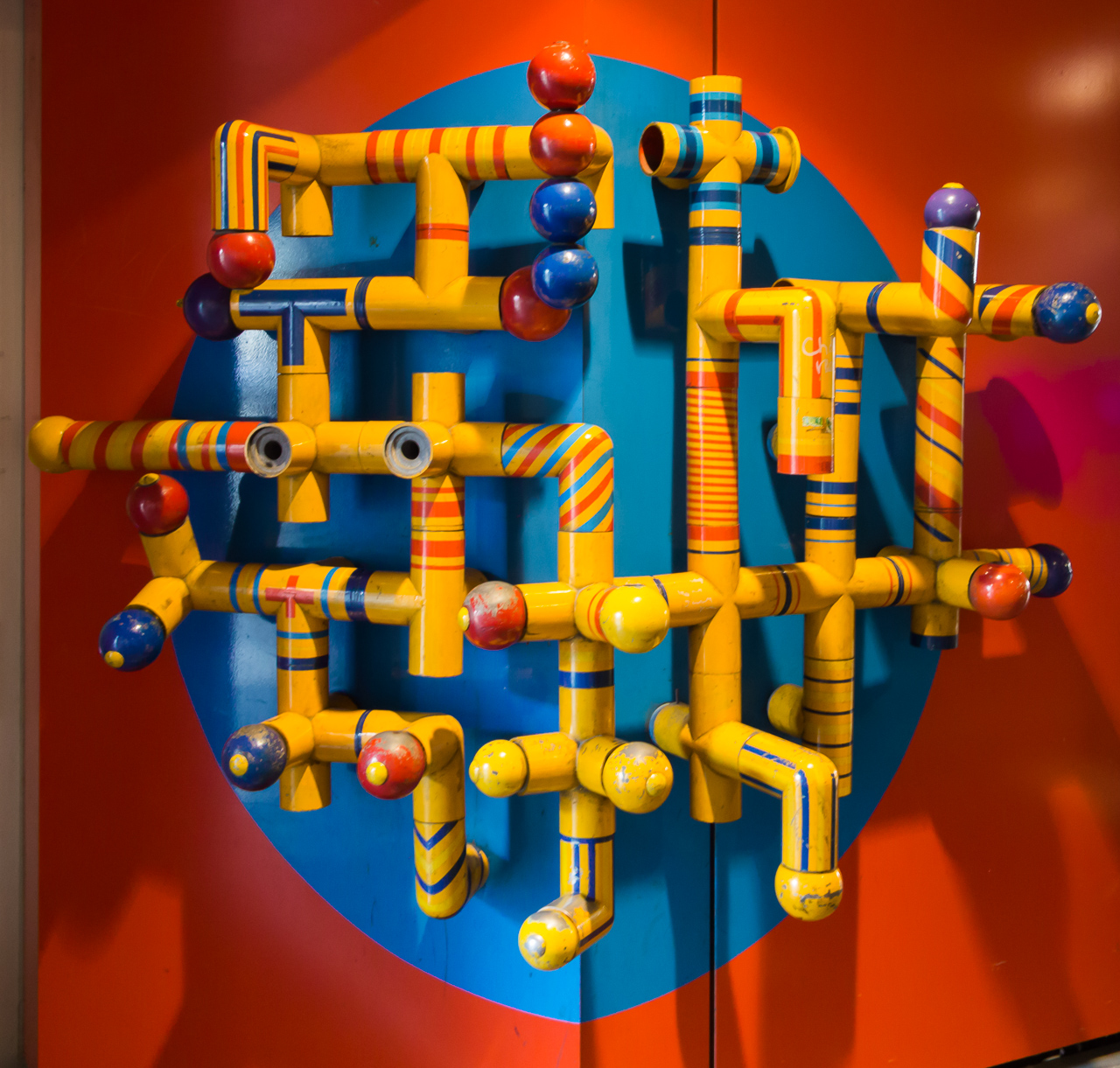
Skulptur Spielplastik, Stadthaus Bonn (1976–77)

Manfred Saul wurde als ein experimenteller Bildhauer beschrieben. Er bearbeitete Holz, Stein, Beton, unterschiedliche Metalle wie Eisen, Aluminium, Bronze, auch Kunststoffe, Gummi und Glas. Dabei wurden Kombinationen der Materialien ausprobiert – z. B. Holz mit Spiegelfragmenten oder Holz mit Kunststoff.
- Einzelobjekte 1970 bis 1990[3]
- Bonn: Gestaltung des Orgelprospekts im Bonner Münster mit rund 40 figürlichen Einzeldarstellungen, unter anderem auch mit zeitgenössischen Ereignissen, etwa die erste Herztransplantation und die ersten Astronauten im All (1961)[4][5][6]
- Bonn: Skulptur Spielplastik an der Kindertagesstätte im Stadthaus Bonn (1976/77)[7]
- Eitorf: Josefstatue in der kath. Kirche St. Josef[8]
- Hennef-Bödingen: Marienfigur auf der Spitze des Chordachs in der Wallfahrtskirche Zur schmerzhaften Mutter Gottes
- Köln: 6 Holzreliefs Weltgericht an der Ostseite der Sängerempore des Kölner Doms (1959)[9][10]
- Siegburg: Altar der kath. Kirche St. Anno[11]
- Solingen: Eingangstür der kath. Pfarrkirche St. Martinus in Burg an der Wupper
- Troisdorf-Müllekoven: Kreuzwegstationen in der kath. Kirche St. Adelheid